# ユグ人

かつてのエニセイ系民族の分布

ユグ人 (ユグじん、Yogh people) はシベリアのエニセイ系民族の一つ。エニセイスクからDupches川の河口にかけて、エニセイ川に沿って居住していた。

## 最近の歴史
以前は、ユグ人はケット人の北部集団と考えられていたが、1960年代に、その言語（ユグ語）と文化の違いから、ケット人とは区別されるようになった。1980年代の後半に、言語集団としてのユグ人は消滅した。1990年代の初期までに、流暢ではない話者が2，3人しか残っていない状態だったため、ユグ語は消滅したと考えられた。
1991年、ユグ人の人口はクラスノヤルスク地方のトゥルクハンスキー地方のVorogovo集落に10-15人であった。2002にはロシア全域で19人のユグ人がいたが、2010年には1人となった。